# 明智軍記
明智軍記（日语：／ Akechigunki）是江戶時代中期的元祿年間（約在1688年至1702年）寫成，以日本戰國時代武將明智光秀為主人公的軍記物。作者不明。全十卷。有毛利田庄太郎和伊丹屋茂兵衛的版本。

## 概要

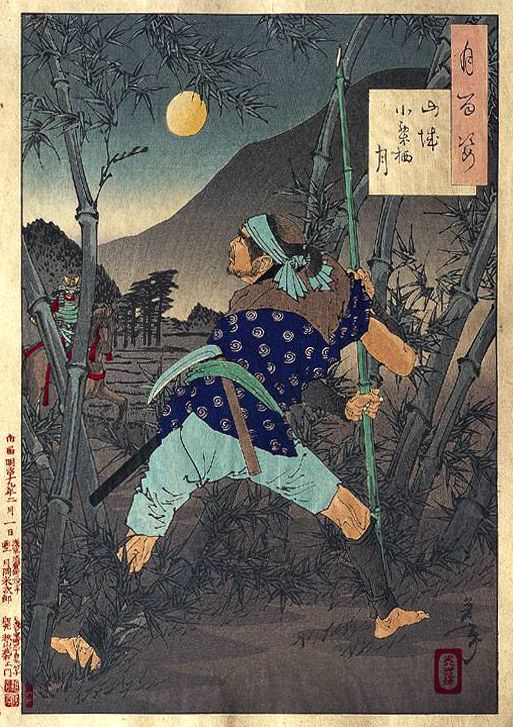
月百姿「山城小栗栖月」（月岡芳年作）
明智光秀在小栗栖被襲擊（落武者狩）的場面

此書記述了明智光秀逃出美濃國，直至山崎之戰後，在小栗栖的竹林中被殺的事情。基於作者不明，加上是在明智光秀死後過百年才成書，而且含有創作成份，作為文獻亦只能是二次文獻，甚至是三次文獻，有非常多的錯誤，亦沒有與其他書物的內容整合，許多獨自記述，缺乏其他史料證明，因此一般被認為史料價值很低（如在书中提到明智光秀那时周游列国所拜访的城大多在那段时期内不存在）。

## 歷史學者的評價
- 高柳光壽認為此書是「充滿謬誤的惡書」（誤謬充満の悪書）。

- 小和田哲男認為「『明智軍記』的作者，到現在我們沒可能得知任何相關情報，因此不能言及」（『明智軍記』の作者が、現在私たちが知りえない何らかの情報を握っていた可能性は皆無とは言えず），「關於同書，不可能知道的情報亦不少。本來，就因為軍記物的限界，不可直接相信的部分亦很多」（同書によってしか知ることができない情報も少なくない。もっとも、軍記物としての限界から、そのまま信用できない部分も多く），有必要斟酌當中的記載內容，不應以其為全無史料的一面。

- 桐野作人在著作『誰殺了信長』中提及，在『明智軍記』中，光秀的重臣齋藤利三的名稱的旁註標記被錯誤地寫成，「『明智軍記』是俗書，當中有明智家末裔參與編纂的形跡」（『明智軍記』は俗書ながら、明智家中の末裔らしき事情通が編纂に関与している形跡がある）。

## 外部連結
- 明智家記・明智軍記 （页面存档备份，存于）